# Movistar Team Ecuador
Das Movistar Team Ecuador ist ein ecuadorianisches Radsportteam mit Sitz in Quito.
Die Mannschaft wurde 2014 gegründet und nahm als UCI Continental Team an den UCI Continental Circuits teil. Manager ist Santiago Rosero, der von den Sportlichen Leitern Domenec Carbonell und Óscar Novoa unterstützt wurde. Im Jahr 2020 wurde die Mannschaft nicht mehr bei der Union Cycliste Internationale registriert.

## Saison 2019

### Erfolge in der UCI America Tour
In den Rennen der Saison 2019 der UCI America Tour gelangen die nachstehenden Erfolge.
| Datum       | Rennen                                  | Kat. | Fahrer      |
| ----------- | --------------------------------------- | ---- | ----------- |
| 9.–14. Juli | Gesamtwertung Vuelta Ciclista a Miranda | 2.2  | Wilson Haro |

### Erfolge bei den Nationalen Straßen-Radsportmeisterschaften
In den Rennen der Nationalen Straßen-Radsportmeisterschaften 2019 gelangen die nachstehenden Erfolge.
| Datum    | Rennen                                                 | Sieger                    |
| -------- | ------------------------------------------------------ | ------------------------- |
| 22. Juni | Ecuadorianische Meisterschaft – Einzelzeitfahren (U23) | Lenin Javier Montenegro   |
| 23. Juni | Ecuadorianische Meisterschaft – Straßenrennen (U23)    | Alexis Benjamin Quinteros |

## Saison 2018

### Erfolge in der UCI America Tour
In den Rennen der Saison 2018 der UCI America Tour gelangen die nachstehenden Erfolge.
| Datum    | Rennen                       | Kat. | Fahrer      |
| -------- | ---------------------------- | ---- | ----------- |
| 13. Juli | 9. Etappe Vuelta a Venezuela | 2.2  | Byron Guama |

### Erfolge bei den Nationalen Straßen-Radsportmeisterschaften
In den Rennen der Nationalen Straßen-Radsportmeisterschaften 2018 gelangen die nachstehenden Erfolge.
| Datum    | Rennen                                                 | Sieger                  |
| -------- | ------------------------------------------------------ | ----------------------- |
| 17. Juli | Ecuadorianische Meisterschaft – Einzelzeitfahren (U23) | Jefferson Cepeda        |
| 17. Juli | Ecuadorianische Meisterschaft – Einzelzeitfahren       | Jefferson Cepeda        |
| 18. Juli | Ecuadorianische Meisterschaft – Straßenrennen          | Jefferson Cepeda        |
| 18. Juli | Ecuadorianische Meisterschaft – Straßenrennen (U23)    | Esteban David Villareal |

## Saison 2017

### Erfolge in der UCI America Tour
In den Rennen der Saison 2017 der UCI America Tour gelangen die nachstehenden Erfolge.
| Datum       | Rennen                       | Kat. | Fahrer           |
| ----------- | ---------------------------- | ---- | ---------------- |
| 26. Oktober | 4. Etappe Vuelta a Guatemala | 2.2  | Byron Guama      |
| 27. Oktober | 5. Etappe Vuelta a Guatemala | 2.2  | Jefferson Cepeda |
| 29. Oktober | 7. Etappe Vuelta a Guatemala | 2.2  | Byron Guama      |
| 30. Oktober | 8. Etappe Vuelta a Guatemala | 2.2  | Byron Guama      |

### Erfolge bei den Nationalen Straßen-Radsportmeisterschaften
In den Rennen der Nationalen Straßen-Radsportmeisterschaften 2017 gelangen die nachstehenden Erfolge.
| Datum         | Rennen                                              | Sieger              |
| ------------- | --------------------------------------------------- | ------------------- |
| 24. September | Ecuadorianische Meisterschaft – Straßenrennen (U23) | Santiago Montenegro |

## Platzierungen in UCI-Ranglisten
UCI Africa Tour
| Saison | Mannschaftswertung | Fahrerwertung        |
| ------ | ------------------ | -------------------- |
| 2014   | -                  | -                    |
| 2015   | 18.                | Albert Torres (212.) |
| 2016   | -                  | -                    |

UCI America Tour
| Saison | Mannschaftswertung | Fahrerwertung      |
| ------ | ------------------ | ------------------ |
| 2014   | 5.                 | Byron Guamá (5.)   |
| 2015   | 7.                 | Byron Guamá (2.)   |
| 2016   | 22.                | Byron Guamá (208.) |

UCI Asia Tour
| Saison    | Mannschaftswertung | Fahrerwertung        |
| --------- | ------------------ | -------------------- |
| 2014      | 81.                | Albert Torres (388.) |
| 2015-2016 | -                  | -                    |

UCI Europe Tour
| Saison | Mannschaftswertung | Fahrerwertung      |
| ------ | ------------------ | ------------------ |
| 2014   | 93.                | Jordi Simón (252.) |
| 2015   | 100.               | Jordi Simón (249.) |
| 2016   | -                  | -                  |